# Metaidoioplastiek

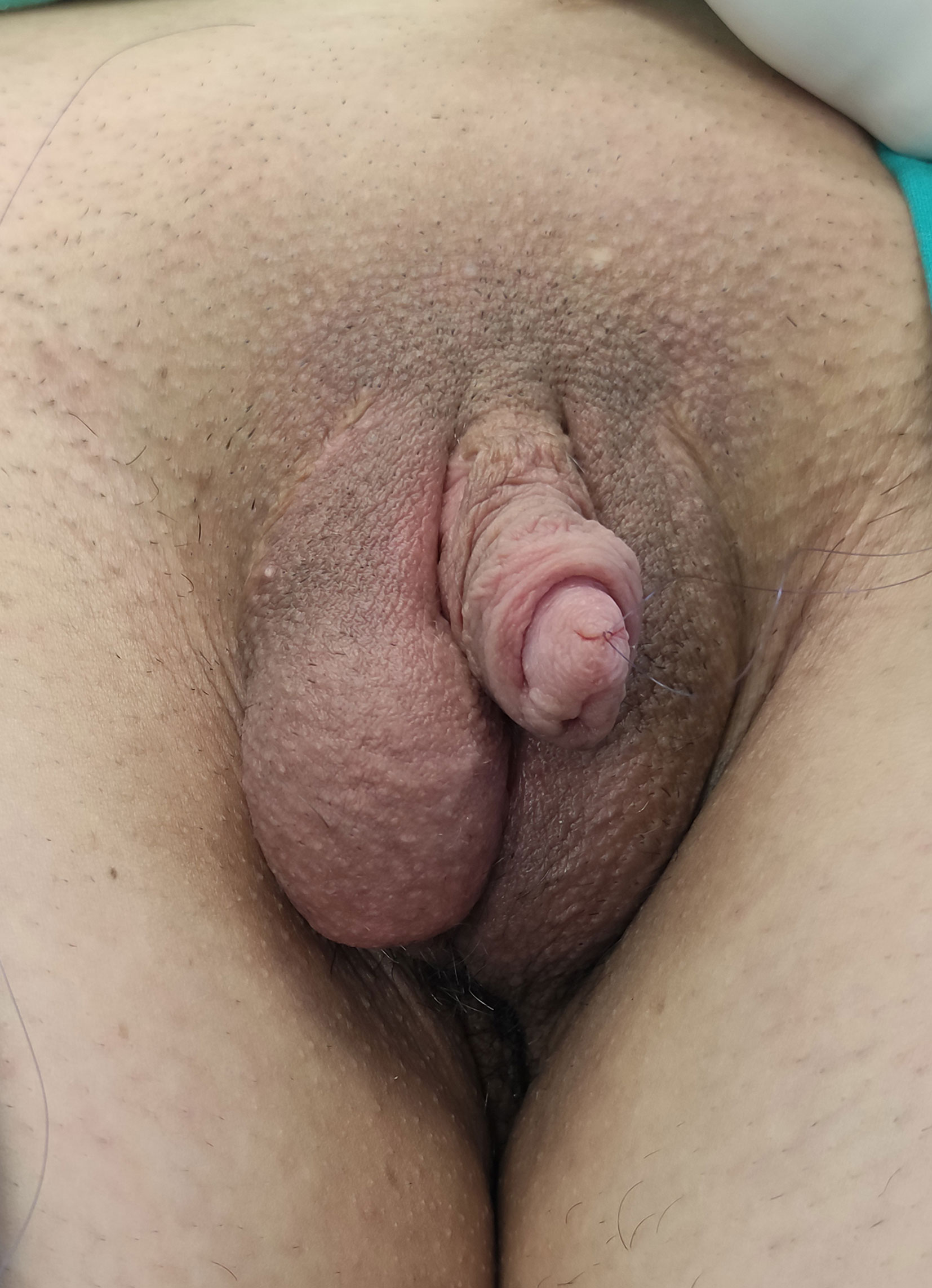
Metaidoioplastiek

Metaidoioplastiek is een operatietechniek, vooral gebruikt bij trans mannen, waarbij de reeds door testosteron verlengde clitoris wordt gestrekt en de urinebuis langs de onderzijde van de clitoris wordt verlengd om een menselijke penis te construeren. Men hecht de buitenste schaamlippen aan elkaar om een balzak te construeren. Het voordeel van deze techniek is dat men geen zichtbare littekens overhoudt en dat het resultaat er realistisch uitziet. 
Met deze techniek ligt de lengte van de penis gemiddeld rond de 4 tot 6 cm waardoor de meeste resultaten gezien worden als micropenis. Door de gemiddeld kleine lengte is penetratie na de operatie vaak onmogelijk, wat door velen als nadelig wordt beschouwd. Tevens is ook de mogelijkheid voor staand plassen zonder de broek te laten zakken niet vanzelfsprekend na de operatie.
Metaidoioplastiek is geen voorportaal voor de falloplastiek, want er zijn tijdens deze operatie al elementen aangetast die nodig zijn voor een falloplastiek.